# IC 4689
IC 4689 — галактика типу Sa (спіральна галактика) у сузір'ї Павич.
Цей об'єкт міститься в оригінальній редакції індексного каталогу.